# Doamna ministru
Doamna ministru (în sârbă Госпођа министарка, cu alfabetul latin: Gospođa ministarka) este o piesă de teatru de comedie din 1929 de Branislav Nušić. Este una din cele mai celebre piese de teatru ale dramaturgului Nušić și a fost adaptată în numeroase producții de televiziune sau cinematografice. 
Comedia are loc la Belgrad, la sfârșitul secolului al XIX-lea - începutul secolului al XX-lea. Piesa este compusă din patru acte și urmărește ascensiunea socială  a unui ministru, care intră brusc în elitele societății.   

## Teatru radiofonic
1954 - Doamna ministru cu actorii  Maria Wauvrina, George Mărutză, Florin Scărlătescu, Nicolae Gărdescu, Toni Buiacici, Nae Roman, Maria Filotti, Silvia Dumitrescu-Timică, Mircea Constantinescu, George Mitru, Tina Ionescu. Traducere de Mirco Jifcovici.  Adaptarea radiofonică de George Voinescu, regia artistică Constantin Moruzan.